# 閔子騫

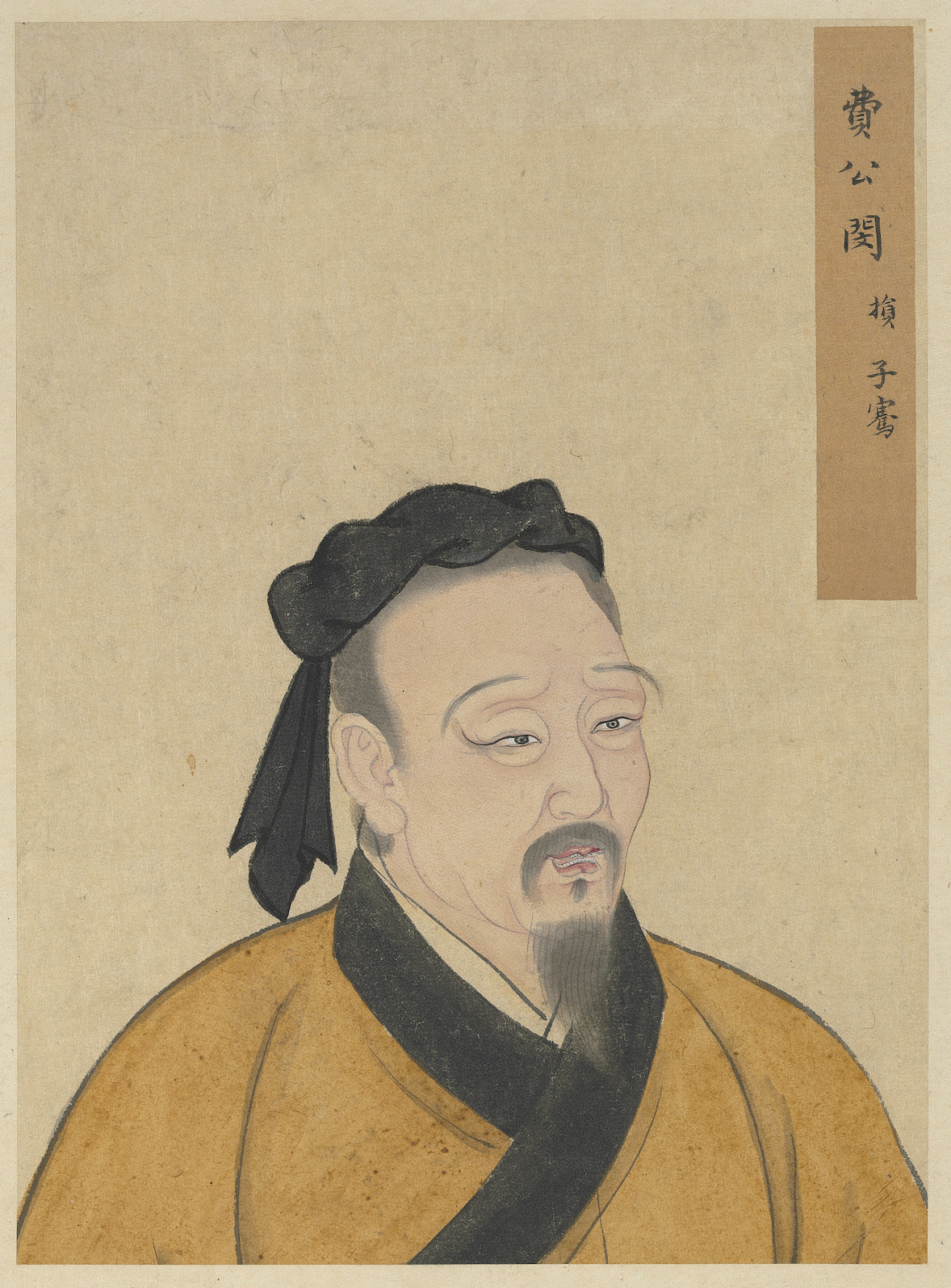
閔子騫

閔 子騫（びん しけん、または、みん しけん、紀元前536年 - 紀元前487年）は、中国春秋時代の儒学者。子騫は字、名は損。魯国出身。孔門十哲の一人。徳行で有名であり、孔子からも孝行者であると賞賛されている（『論語』先進第十一）。
継母と二人の腹違いの弟にひどい扱いを受けたがそれを父に知られないように耐え抜き、さらに継母たちを弁護までした（『二十四孝の閔子騫』を参照）。
現在の山東省臨沂市沂水県に閔公山というのがあり、閔子騫が登用を避けるために逃げた場所として伝えられている。